# Rodovias das Colinas
A concessionária AB Colinas, também chamada de Rodovia das Colinas, é uma empresa privada sediada em Itu, SP.
A empresa está entre as 19 concessionárias do Programa de Concessões do Estado de São Paulo, que recuperam e conservam cerca de 5,3 mil quilômetros da malha viária paulista. Somente a Colinas é responsável por 307 quilômetros de rodovias desde março do ano 2000. 
Desde o início dessa administração as rodovias SP-075, SP-127, SP-280, SP-300 e SPI-102/300, passam por constantes investimentos para mais conforto e segurança dos usuários. O contrato de concessão tem vigência até ao ano de 2028, com investimentos previstos de R$ 2,132 bilhões. Os recursos são provenientes de aporte dos acionistas da concessionária, receita de pedágio e financiamento junto às instituições financeiras.
A concessionária cumpre o cronograma de investimentos e até o momento já foram feitos obras como duplicação de estradas, implantação de sistema de ajuda ao usuário, passarelas, pontes, viadutos, dispositivos de retorno, recapeamento, construção de postos de fiscalização, equipamentos para o sistema de rodovia inteligente, recuperação de pistas, atendimento ao usuário, etc.
As rodovias sob concessão da Colinas passam pelas cidades de Boituva, Cabreúva, Campinas, Cerquilho, Indaiatuba, Itu, Itupeva, Jundiaí, Piracicaba, Porto Feliz, Rio Claro, Rio das Pedras, Salto, Saltinho, Sorocaba, Tatuí e Tietê.

O grupo AB Concessões conta com um total de 1.500 colaboradores efetivos e mais de 1.000 colaboradores contratados, o que o torna um grupo de aproximadamente 2.500 colaboradores em 2022
As rodovias administradas são as seguintes: 
- SP-280: Rodovia Castello Branco, trecho entre Itu e Tatuí
- SP-300: Rodovia Dom Gabriel Paulino Bueno Couto, entre Jundiaí e Itu e Rodovia Marechal Rondon, entre Itu e Tietê
- SP-075: Rodovia Deputado Archimedes Lammoglia, Rodovia Prefeito Hélio Steffen, Rodovia Engº Ermênio de Oliveira Penteado e Rodovia Santos Dumont, entre Itu e Campinas
- SP-127: Rodovia Fausto Santomauro, entre Rio Claro e Piracicaba, Rodovia Cornélio Pires, entre Piracicaba e Tietê e Rodovia Antônio Romano Schincariol, entre Tietê e Tatuí.
- SPI-102/300: Rodovia Engº Herculano de Godoy Passos, que liga a SP-075 com a SP-300, em Itu.